# Léon d’Hervey de Saint-Denys

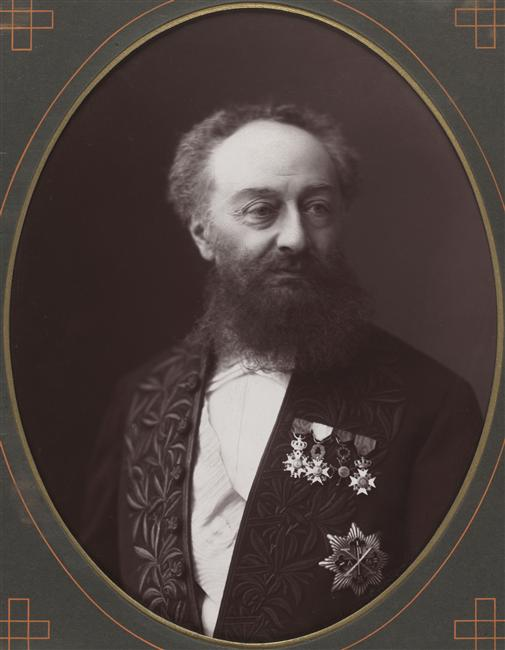
Marie Jean Léon le Coq

Marie Jean Léon le Coq, Baron d’Hervey, Marquis de Saint-Denys (* 6. Mai 1822 in Paris; † 2. November 1892 ebenda) war ein französischer Schriftsteller, Sinologe und Traumforscher.

## Leben
Er war Professor für Chinesisch am Collège de France und Kommissar für das chinesische Reich bei der Weltausstellung Paris 1867 (Ehrenlegion). Er übersetzte aus dem Chinesischen Werke von Li Bai ins Französische. Diese Übersetzungen flossen – übertragen ins Deutsche von Hans Bethge – in Gustav Mahlers Lied von der Erde ein.
Bekannt ist er heute für seine privaten Forschungen auf dem Gebiet der Klarträume. Im Alter von 13 Jahren begann er seine Träume aufzuschreiben. Nach geraumer Zeit erlangte er die Fähigkeit, seine Träume zu kontrollieren und regelmäßig luzide zu träumen. Im Jahre 1867 veröffentlichte er anonym seine Erkenntnisse in dem Buch Les Rêves et les moyens de les diriger. Darin schlägt er verschiedene Möglichkeiten der Traumkontrolle vor. D'Hervey de Saint-Denys gilt als Klartraumpionier. In der noch jungen Disziplin der Klartraumforschung beziehen die meisten Forscher (u. a. Jayne Gackenbach, Stephen LaBerge, Paul Tholey) sein Werk in ihre Arbeiten mit ein. Sigmund Freud bezog sich auf d'Hervey seinem Werk Die Traumdeutung (1900 [1899]) zur Erläuterung des Verhältnisses zwischen der Entstehung von Traumbildern und der Reaktion des träumenden Ichs auf selbige (sekundäre Bearbeitung).
1878 wurde er zum Mitglied der Académie des Inscriptions et Belles-Lettres gewählt.

## Werke
- Les Rêves et les moyens de les diriger. Observations pratiques. Librairie d'Amyot, Paris 1867. (Original anonym veröffentlicht)
- Neuausgabe: Les Rêves et les Moyens de les diriger. Observations Pratiques. Île Saint-Denis. Éd. Oniros, Île Saint-Denis 1995, ISBN 2-909318-04-4.
- Hervey de Saint-Denys (2013). Dromen: Praktische Observaties. Niederländische Übersetzung von Les Rêves et les moyens de les diriger: Observations Pratiques ISBN 978-90-820963-0-9 (E-Book). Enthält frontispice, couverture und die Appendix. Übersetzung & Redaktion Drs. Carolus M. den Blanken. Text online
- Hervey de Saint-Denys (2016). Dreams and the Ways to Direct Them: Practical Observations. ISBN 978-90-820963-6-1 (E-Book). Editors: Drs. Carolus den Blanken & Drs. Eli Meijer. Editor Latin Sentences: Prof. Dr. Jan van Gijn. Integral Edition, incl. original covers, frontispiece, as well as the (censored) Appendix.Engl. Text online